# Imma albofascia
Imma albofascia är en fjärilsart som beskrevs av Felder 1861. Imma albofascia ingår i släktet Imma och familjen Immidae. Inga underarter finns listade i Catalogue of Life.